# Naranjal (Pando)
Naranjal ist eine Ortschaft im Departamento Pando im Tiefland des südamerikanischen Anden-Staates Bolivien.

## Lage im Nahraum
Naranjal ist viertgrößte Ortschaft im Municipio San Lorenzo in der Provinz Madre de Dios und liegt auf einer Höhe von 158 m, zwischen dem Río Beni und dem Río Madre de Dios vor ihrer Vereinigung bei Riberalta.

## Geographie
Die Ortschaft Naranjal liegt im bolivianischen Teil des Amazonasbeckens im nördlichen Teil des Landes, in einer Entfernung von etwa 125 Kilometern südlich der Grenze zu Brasilien.
Die mittlere Durchschnittstemperatur der Region liegt bei 27 °C und schwankt nur unwesentlich zwischen gut 25 °C im Juni/Juli und 28 °C von September bis November (siehe Klimadiagramm Sena). Der Jahresniederschlag beträgt etwa 1.750 mm, bei einer ausgeprägten Trockenzeit von Juni bis August mit Monatsniederschlägen unter 35 mm, und einer Feuchtezeit von Dezember bis März mit Monatsniederschlägen von mehr als 200 mm.

## Verkehrsnetz
Naranjal liegt in einer Entfernung von 285 Straßenkilometern südöstlich von Cobija, der Hauptstadt des Departamentos.
Von Cobija aus führt die 370 Kilometer lange Nationalstraße Ruta 13 nach Osten über Porvenir nach Puerto Rico am Río Orthon, dann weiter nach El Sena am Río Madre de Dios und nach Naranjal, wo eine Nebenstraße in südlicher Richtung nach Blanca Flor abzweigt. Von Naranjal aus führt die Ruta 13 weiter in östlicher Richtung nach Peña Amarilla am Río Beni und schließlich nach El Triangulo (El Choro), wo sie auf die Ruta 8 trifft.

## Bevölkerung
Die Einwohnerzahl der Ortschaft ist im vergangenen Jahrzehnt auf mehr als das Doppelte angestiegen:
| Jahr | Einwohner   | Quelle       |
| ---- | ----------- | ------------ |
| 1992 | keine Daten | Volkszählung |
| 2001 | 182         | Volkszählung |
| 2012 | 426         | Volkszählung |
| 2024 |             | Volkszählung |

Der Alphabetisierungsgrad bei den über 6-Jährigen im Municipio San Lorenzo war von 82,9 Prozent (1992) auf 84,9 Prozent (2001) angestiegen, die Lebenserwartung der Neugeborenen betrug 57,9 Jahre, die Säuglingssterblichkeit war von 6,5 Prozent (1992) auf 8,8 Prozent im Jahr 2001 angestiegen.
99,8 Prozent der Bevölkerung des Municipio San Lorenzo sprechen Spanisch, 5,3 Prozent sprechen indigene Sprachen. (2001)